# Michele Gandin
Michele Gandin (* 7. Oktober 1914 in Bagnaia; † 6. September 1994 in Rom) war ein italienischer Kurzfilm-Dokumentarist und Filmjournalist.

## Leben
Gandin wirkte als Publizist; er war verantwortlicher Redakteur in Rom der Zeitschrift „Cinema Nuovo“ und Vorstandsmitglied mehrerer Fachverbände, darunter des „Circolo romano del cinema“, der ANAC („Associazione Nazionale Autori Cinematografici“) und des Filmjournalistenverbandes. 1941 und 1942 hatte er als Regieassistent u. a. für Vittorio De Sica gearbeitet und sich seither auf dokumentarische Kurzfilme spezialisiert, die er bis 1973 regelmäßig fertigte.
1958 und 1961 brachte er zwei abendfüllende Dokumentationen in die italienischen Kinos.

## Filmografie (Auswahl)
- 1941: Andando verso il popolo
- 1958: Mosca di giorno e di notte
- 1961: La linea gotica